# Vilamartín de Valdeorras
Vilamartín de Valdeorras – gmina w Hiszpanii, w prowincji Ourense, w Galicji, o powierzchni 88,26 km². W 2011 roku gmina liczyła 1988 mieszkańców.